# Torneo Descentralizado 2015
Torneo Descentralizado 2015 är den högsta divisionen i fotboll i Peru för säsongen 2015. Totalt deltar 17 lag för säsongen 2015. Mästerskapet består denna säsong av tre separata mästerskap och inleds med Torneo del Inca och därefter Torneo Apertura och Clausura, som tillsammans utgör Torneo Descentralizado, och som kvalificerar lag för Copa Libertadores 2016 och Copa Sudamericana 2016. Säsongen pågår mellan februari och december 2015.
Torneo del Inca består av tre grupper med sex lag i två grupper och fem lag i den tredje, där lagen spelar inom gruppen två gånger - totalt 10 respektive 8 matcher per lag - och därefter spelas ett slutspel mellan de tre gruppvinnarna samt den bästa grupptvåan. De två sämsta lagen fick poängavdrag i det kommande Torneo Descentralizado-spelet (det sämsta fick 2 poängs avdrag och det näst sämsta fick 1 poängs avdrag). Torneo Descentralizado består av två olika serier, Torneo Apertura och Torneo Clausura. Lagen inleder med att spela Torneo Apertura, där alla lag möter varandra en gång (totalt 16 matcher per lag), och därefter spelas Torneo Clausura i samma format. Vinnaren av varje serie möts därefter i en final.

## Kvalificering för internationella turneringar
- Copa Libertadores 2016 (tre lag):
  - Vinnare av Torneo Descentralizado:
  - Tvåa i Torneo Descentralizado:
  - Trea i Torneo Descentralizado:
- Copa Sudamericana 2016 (fyra lag):
  - Fyra i Torneo Descentralizado:
  - Bäst placerade valbara lag: Sport Huancayo
  - Bäst placerade valbara lag: Deportivo Municipal
  - Bäst placerade valbara lag: Universitario

## Torneo del Inca
Torneo del Inca bestod av två grupper med åtta lag i varje grupp, där alla lag inom sin egen grupp spelade mot varandra två gånger, vilket innebar fjorton matcher per lag. Vinnaren av varje grupp gick, tillsammans med den bästa tvåan, till slutspel och slutspelsvinnaren kvalificerade sig för mästerskapsslutspelet. Utöver detta fick de två sämsta lagen totalt sett inleda Torneo Descentralizado med minuspoäng.

### Gruppspel
| Nr | Lag                    | S  | V | O | F | GM | IM | MS  | P  |
| -- | ---------------------- | -- | - | - | - | -- | -- | --- | -- |
| 1  | Universidad San Martín | 10 | 6 | 1 | 3 | 12 | 7  | +5  | 19 |
| 2  | Sporting Cristal       | 10 | 6 | 0 | 4 | 15 | 11 | +4  | 18 |
| 3  | FBC Melgar             | 10 | 6 | 0 | 4 | 15 | 11 | +4  | 18 |
| 4  | Cienciano              | 10 | 4 | 2 | 4 | 10 | 8  | +2  | 14 |
| 5  | Deportivo Municipal    | 10 | 2 | 3 | 5 | 6  | 16 | −10 | 9  |
| 6  | Juan Aurich            | 10 | 2 | 2 | 6 | 12 | 13 | −1  | 8  |

| Nr | Lag                       | S  | V | O | F | GM | IM | MS  | P  |
| -- | ------------------------- | -- | - | - | - | -- | -- | --- | -- |
| 1  | Universidad César Vallejo | 10 | 8 | 0 | 2 | 24 | 11 | +13 | 24 |
| 2  | Real Garcilaso            | 10 | 7 | 1 | 2 | 19 | 10 | +9  | 22 |
| 3  | León de Huánuco           | 10 | 5 | 1 | 4 | 14 | 12 | +2  | 16 |
| 4  | UTC Cajamarca             | 10 | 4 | 0 | 6 | 11 | 16 | −5  | 12 |
| 5  | Universitario             | 10 | 3 | 0 | 7 | 10 | 17 | −7  | 9  |
| 6  | Alianza Atlético          | 10 | 2 | 0 | 8 | 8  | 20 | −12 | 6  |

| Nr | Lag            | S | V | O | F | GM | IM | MS  | P  |
| -- | -------------- | - | - | - | - | -- | -- | --- | -- |
| 1  | Alianza Lima   | 8 | 5 | 1 | 2 | 16 | 7  | +9  | 16 |
| 2  | Sport Huancayo | 8 | 5 | 1 | 2 | 10 | 7  | +3  | 16 |
| 3  | Unión Comercio | 8 | 4 | 3 | 1 | 13 | 8  | +5  | 15 |
| 4  | Ayacucho       | 8 | 1 | 2 | 5 | 11 | 18 | −7  | 5  |
| 5  | Sport Loreto   | 8 | 1 | 1 | 6 | 7  | 17 | −10 | 4  |

| Nr | Lag              | S  | V | O | F | GM | IM | MS | P  |
| -- | ---------------- | -- | - | - | - | -- | -- | -- | -- |
| 1  | Real Garcilaso   | 10 | 7 | 1 | 2 | 19 | 10 | +9 | 22 |
| 2  | Sport Huancayo   | 8  | 5 | 1 | 2 | 10 | 7  | +3 | 16 |
| 3  | Sporting Cristal | 10 | 6 | 0 | 4 | 15 | 11 | +4 | 18 |

| Nr | Lag              | S  | V | O | F | GM | IM | MS  | P |
| -- | ---------------- | -- | - | - | - | -- | -- | --- | - |
| 1  | Juan Aurich      | 10 | 2 | 2 | 6 | 12 | 13 | −1  | 8 |
| 2  | Ayacucho         | 8  | 1 | 2 | 5 | 11 | 18 | −7  | 5 |
| 3  | Alianza Atlético | 10 | 2 | 0 | 8 | 8  | 20 | −12 | 6 |
| 4  | Sport Loreto     | 8  | 1 | 1 | 6 | 7  | 17 | −10 | 4 |

### Slutspel

#### Semifinaler
|             | 11 april 2015 | Real Garcilaso       | 2 – 0   | Universidad César Vallejo | Estadio Inca Garcilaso de la Vega |                     |
| 15:00 UTC–5 | 15:00 UTC–5   | Souza 35′ Flores 87′ | (1 – 0) |                           | Cusco Publik: 7 412               | Cusco Publik: 7 412 |
| 15:00 UTC–5 | 15:00 UTC–5   |                      |         |                           | Cusco Publik: 7 412               | Cusco Publik: 7 412 |
| 15:00 UTC–5 | 15:00 UTC–5   |                      |         |                           | Cusco Publik: 7 412               | Cusco Publik: 7 412 |

|             | 19 april 2015 | Universidad César Vallejo    | 2 – 0   | Real Garcilaso | Estadio Mansiche        |                         |
| 16:00 UTC–5 | 16:00 UTC–5   | Millán 45′ (str.) Riojas 88′ | (1 – 0) |                | Trujillo Publik: 10 518 | Trujillo Publik: 10 518 |
| 16:00 UTC–5 | 16:00 UTC–5   |                              |         |                | Trujillo Publik: 10 518 | Trujillo Publik: 10 518 |
| 16:00 UTC–5 | 16:00 UTC–5   | Straffsparksläggning 5–4     |         |                | Trujillo Publik: 10 518 | Trujillo Publik: 10 518 |

|             | 12 april 2015 | Alianza Lima              | 2 – 1   | Universidad San Martín | Estadio Alejandro Villanueva |                     |
| 16:00 UTC–5 | 16:00 UTC–5   | Miers 10′ Guevgeozián 73′ | (1 – 1) | Corzo 45′              | Lima Publik: 21 911          | Lima Publik: 21 911 |
| 16:00 UTC–5 | 16:00 UTC–5   |                           |         |                        | Lima Publik: 21 911          | Lima Publik: 21 911 |
| 16:00 UTC–5 | 16:00 UTC–5   |                           |         |                        | Lima Publik: 21 911          | Lima Publik: 21 911 |

|             | 18 april 2015 | Universidad San Martín      | 3 – 3   | Alianza Lima                         | Estadio Miguel Grau  |                      |
| 15:00 UTC–5 | 15:00 UTC–5   | Hohberg 41′, 90′ Freire 82′ | (1 – 0) | Guizasola 72′ Costa 78′ Atoche 90+3′ | Callao Publik: 2 425 | Callao Publik: 2 425 |
| 15:00 UTC–5 | 15:00 UTC–5   |                             |         |                                      | Callao Publik: 2 425 | Callao Publik: 2 425 |
| 15:00 UTC–5 | 15:00 UTC–5   |                             |         |                                      | Callao Publik: 2 425 | Callao Publik: 2 425 |

#### Final
En final spelades mellan semifinalsegrarna Universidad César Vallejo och Alianza Lima för att avgöra segraren av Torneo del Inca 2015. Finalen bestod av en match som spelades på neutral plan och spelades den 26 april 2015 på Estadio Nacional del Perú i Lima. Universidad César Vallejo vann matchen med 3-1 och blev således mästare av Torneo del Inca och kvalificerade sig för Copa Libertadores 2016 genom segern.
|             | 26 april 2015 | Universidad César Vallejo        | 3 – 1   | Alianza Lima | Estadio Nacional    |                     |
| 18:00 UTC–5 | 18:00 UTC–5   | Montes 38′ Cedron 74′ Chávez 86′ | (1 – 1) | Miers 20′    | Lima Publik: 35 320 | Lima Publik: 35 320 |
| 18:00 UTC–5 | 18:00 UTC–5   |                                  |         |              | Lima Publik: 35 320 | Lima Publik: 35 320 |
| 18:00 UTC–5 | 18:00 UTC–5   |                                  |         |              | Lima Publik: 35 320 | Lima Publik: 35 320 |

## Torneo Descentralizado
Torneo Descentralizado består av två serier, Torneo Apertura och Torneo Clausura, där alla lag i varje serie möter varandra en gång i varje serie, vilket innebär 15 matcher per lag i varje serie. Vinnarna i varje serie kvalificerar sig för Copa Libertadores 2016 samt till mästerskapsfinal.
| Nr | Lag                       | S  | V | O | F | GM | IM | MS  | P  |
| -- | ------------------------- | -- | - | - | - | -- | -- | --- | -- |
| 1  | Sporting Cristal          | 16 | 9 | 4 | 3 | 25 | 16 | +9  | 31 |
| 2  | FBC Melgar                | 16 | 8 | 6 | 2 | 22 | 11 | +11 | 30 |
| 3  | Deportivo Municipal       | 16 | 7 | 7 | 2 | 19 | 13 | +6  | 28 |
| 4  | Real Garcilaso            | 16 | 8 | 4 | 4 | 22 | 20 | +2  | 28 |
| 5  | Alianza Lima              | 16 | 8 | 2 | 6 | 20 | 14 | +6  | 26 |
| 6  | Unión Comercio            | 16 | 7 | 5 | 4 | 21 | 19 | +2  | 26 |
| 7  | Universidad César Vallejo | 16 | 6 | 6 | 4 | 24 | 20 | +4  | 24 |
| 8  | Juan Aurich               | 16 | 6 | 4 | 6 | 24 | 18 | +6  | 22 |
| 9  | Sport Huancayo            | 16 | 5 | 7 | 4 | 19 | 17 | +2  | 22 |
| 10 | Alianza Atlético          | 16 | 6 | 3 | 7 | 19 | 20 | −1  | 21 |
| 11 | Cienciano                 | 16 | 5 | 4 | 7 | 23 | 23 | 0   | 19 |
| 12 | León de Huanaco           | 16 | 5 | 3 | 8 | 21 | 28 | −7  | 18 |
| 13 | Sport Loreto              | 16 | 4 | 5 | 7 | 14 | 18 | −4  | 17 |
| 14 | Universitario             | 16 | 3 | 6 | 7 | 10 | 17 | −7  | 15 |
| 15 | Ayacucho                  | 16 | 4 | 3 | 9 | 15 | 25 | −10 | 15 |
| 16 | UTC Cajamarca             | 16 | 3 | 5 | 8 | 21 | 31 | −10 | 14 |
| 17 | Universidad San Martín    | 16 | 3 | 4 | 9 | 14 | 23 | −9  | 13 |

| Nr | Lag                       | S  | V | O | F | GM | IM | MS  | P  |
| -- | ------------------------- | -- | - | - | - | -- | -- | --- | -- |
| 1  | FBC Melgar1               | 16 | 8 | 5 | 3 | 29 | 11 | +18 | 29 |
| 2  | Real Garcilaso1           | 16 | 8 | 5 | 3 | 26 | 16 | +10 | 29 |
| 3  | Sport Huancayo            | 16 | 8 | 4 | 4 | 28 | 20 | +8  | 28 |
| 4  | Universitario             | 16 | 8 | 4 | 4 | 26 | 20 | +6  | 28 |
| 5  | Sporting Cristal          | 16 | 7 | 6 | 3 | 35 | 24 | +11 | 27 |
| 6  | Universidad César Vallejo | 16 | 8 | 3 | 5 | 18 | 20 | −2  | 27 |
| 7  | Universidad San Martín    | 16 | 7 | 3 | 6 | 17 | 17 | 0   | 24 |
| 8  | UTC Cajamarca             | 16 | 6 | 5 | 5 | 18 | 15 | +3  | 23 |
| 9  | Juan Aurich               | 16 | 5 | 4 | 7 | 22 | 25 | −3  | 19 |
| 10 | Ayacucho                  | 16 | 5 | 4 | 7 | 22 | 26 | −4  | 19 |
| 11 | Unión Comercio            | 16 | 5 | 3 | 8 | 27 | 32 | −5  | 18 |
| 12 | Deportivo Municipal       | 16 | 4 | 6 | 6 | 13 | 22 | −9  | 18 |
| 13 | Alianza Lima              | 16 | 4 | 5 | 7 | 18 | 21 | −3  | 17 |
| 14 | Alianza Atlético          | 16 | 4 | 4 | 8 | 20 | 29 | −9  | 16 |
| 15 | Sport Loreto              | 16 | 3 | 5 | 8 | 13 | 21 | −8  | 14 |
| 16 | Cienciano                 | 16 | 4 | 6 | 6 | 16 | 19 | −3  | 12 |
| 17 | León de Huanaco           | 16 | 3 | 6 | 7 | 21 | 31 | −10 | 11 |

|                 | 2 december 2015 | FBC Melgar               | 1–1 2–1 (s) | Real Garcilaso | Estadio Miguel Grau  |                      |
| 19:30 UTC–05:00 | 19:30 UTC–05:00 |                          | (0–0)       |                | Callao Publik: 1 009 | Callao Publik: 1 009 |
| 19:30 UTC–05:00 | 19:30 UTC–05:00 |                          |             |                | Callao Publik: 1 009 | Callao Publik: 1 009 |
| 19:30 UTC–05:00 | 19:30 UTC–05:00 | Straffsparksläggning 4–2 |             |                | Callao Publik: 1 009 | Callao Publik: 1 009 |

### Sammanlagd tabell
Den sammanlagda tabellen består av matcher från Torneo Apertura och Torneo Clausura i Torneo Descentralisado. Matcherna i Torneo del Inca räknades inte med. De tre främsta i slutspelet kvalificerade sig till Copa Libertadores 2016, medan det fjärde placerade laget kvalificerade sig till Copa Sudamericana 2016 tillsammans med de i övrigt tre bästa lagen i den sammanlagda tabellen. De tre sämsta lagen i tabellen flyttades ner. Ett bonuspoäng delades ut till det lag som vunnit en reservlagsserie (som också spelades i tre serier).
| Nr | Lag                       | S  | V  | O  | F  | GM | IM | MS  | P  |
| -- | ------------------------- | -- | -- | -- | -- | -- | -- | --- | -- |
| 1  | FBC Melgar+1              | 32 | 16 | 11 | 5  | 51 | 22 | +29 | 60 |
| 2  | Sporting Cristal          | 32 | 16 | 10 | 6  | 60 | 40 | +20 | 58 |
| 3  | Real Garcilaso            | 32 | 16 | 9  | 7  | 48 | 36 | +12 | 57 |
| 4  | Universidad César Vallejo | 32 | 14 | 9  | 9  | 42 | 40 | +2  | 51 |
| 5  | Sport Huancayo5           | 32 | 13 | 11 | 8  | 47 | 36 | +11 | 47 |
| 6  | Deportivo Municipal       | 32 | 11 | 13 | 8  | 32 | 35 | −3  | 46 |
| 7  | Universitario+1           | 32 | 11 | 10 | 11 | 36 | 37 | −1  | 44 |
| 8  | Unión Comercio            | 32 | 12 | 8  | 12 | 48 | 51 | −3  | 44 |
| 9  | Alianza Lima              | 32 | 12 | 7  | 13 | 38 | 35 | +3  | 43 |
| 10 | Juan Aurich               | 32 | 11 | 8  | 13 | 46 | 43 | +3  | 41 |
| 11 | Universidad San Martín+1  | 32 | 10 | 7  | 15 | 31 | 40 | −9  | 38 |
| 12 | UTC Cajamarca             | 32 | 9  | 10 | 13 | 39 | 46 | −7  | 37 |
| 13 | Alianza Atlético1         | 32 | 10 | 7  | 15 | 39 | 49 | −10 | 36 |
| 14 | Ayacucho                  | 32 | 9  | 7  | 16 | 37 | 51 | −14 | 34 |
| 15 | Cienciano3                | 32 | 9  | 10 | 13 | 39 | 42 | −3  | 31 |
| 16 | Sport Loreto2             | 32 | 7  | 10 | 15 | 27 | 39 | −12 | 29 |
| 17 | León de Huánuco4          | 32 | 8  | 9  | 15 | 42 | 59 | −17 | 29 |

Melgar, Universitario och Universidad San Martín fick en poäng vardera då lagen vunnit en reservlagsserie vardera.

1: Alianza Atlético fick ett minuspoäng för att ha näst sämst poängsnitt i Torneo del Inca.

2: Sport Loreto fick två minuspoäng för att ha sämst poängsnitt i Torneo del Inca.

3: Cienciano fick sex poängs avdrag på grund av ekonomiska problem.

4: León de Huánuco fick fyra poängs avdrag på grund av ekonomiska problem.

5: Sport Huancayo fick tre poängs avdrag.

## Mästerskapsslutspelet
I slutspelet deltar de tre seriesegrarna (vinnarna av Torneo del Inca, Torneo Apertura och Torneo Clausura) tillsammans med det i övrigt bäst placerade laget i den sammanlagda tabellen. Det vinnande laget i slutspelet blir peruanska mästare säsongen 2015.

### Semifinaler
|                 | 6 december 2015 | FBC Melgar        | 1–0   | Real Garcilaso | Estadio Monumental Virgen de Chapi |                         |
| 13:00 UTC–05:00 | 13:00 UTC–05:00 | Zúñiga 89′ (str.) | (0–0) |                | Arequipa Publik: 31 806            | Arequipa Publik: 31 806 |
| 13:00 UTC–05:00 | 13:00 UTC–05:00 |                   |       |                | Arequipa Publik: 31 806            | Arequipa Publik: 31 806 |
| 13:00 UTC–05:00 | 13:00 UTC–05:00 |                   |       |                | Arequipa Publik: 31 806            | Arequipa Publik: 31 806 |

|                 | 9 december 2015 | Real Garcilaso | 0–4   | FBC Melgar                            | Estadio Inca Garcilaso de la Vega |                      |
| 15:30 UTC–05:00 | 15:30 UTC–05:00 |                | (0–2) | Vilchez 6′ (sjm.) Costa 21′, 73′, 82′ | Cusco Publik: 12 350              | Cusco Publik: 12 350 |
| 15:30 UTC–05:00 | 15:30 UTC–05:00 |                |       |                                       | Cusco Publik: 12 350              | Cusco Publik: 12 350 |
| 15:30 UTC–05:00 | 15:30 UTC–05:00 |                |       |                                       | Cusco Publik: 12 350              | Cusco Publik: 12 350 |

|                 | 6 december 2015 | Sporting Cristal               | 3–1   | Universidad César Vallejo | Estadio Alberto Gallardo |                    |
| 15:30 UTC–05:00 | 15:30 UTC–05:00 | Revoredo 25′, 54′ Da Silva 87′ | (1–1) | Chávez 23′                | Lima Publik: 7 018       | Lima Publik: 7 018 |
| 15:30 UTC–05:00 | 15:30 UTC–05:00 |                                |       |                           | Lima Publik: 7 018       | Lima Publik: 7 018 |
| 15:30 UTC–05:00 | 15:30 UTC–05:00 |                                |       |                           | Lima Publik: 7 018       | Lima Publik: 7 018 |

|                 | 9 december 2015 | Universidad César Vallejo            | 4–3   | Sporting Cristal                          | Estadio Mansiche        |                         |
| 13:00 UTC–05:00 | 13:00 UTC–05:00 | Millán 12′, 78′ Ciucci 33′ Silva 88′ | (2–1) | Cardoza 31′ (sjm.) Ávila 47′ Da Silva 50′ | Trujillo Publik: 17 284 | Trujillo Publik: 17 284 |
| 13:00 UTC–05:00 | 13:00 UTC–05:00 |                                      |       |                                           | Trujillo Publik: 17 284 | Trujillo Publik: 17 284 |
| 13:00 UTC–05:00 | 13:00 UTC–05:00 |                                      |       |                                           | Trujillo Publik: 17 284 | Trujillo Publik: 17 284 |

### Match om tredjepris
|                 | 12 december 2015 | Real Garcilaso | 1 – 0   | Universidad César Vallejo | Estadio Inca Garcilaso de la Vega |                   |
| 15:30 UTC–05:00 | 15:30 UTC–05:00  | Correa 19′     | (1 – 0) |                           | Cusco Publik: 719                 | Cusco Publik: 719 |
| 15:30 UTC–05:00 | 15:30 UTC–05:00  |                |         |                           | Cusco Publik: 719                 | Cusco Publik: 719 |
| 15:30 UTC–05:00 | 15:30 UTC–05:00  |                |         |                           | Cusco Publik: 719                 | Cusco Publik: 719 |

|                 | 15 december 2015 | Universidad César Vallejo         | 3 – 0   | Real Garcilaso | Estadio Mansiche       |                        |
| 15:30 UTC–05:00 | 15:30 UTC–05:00  | Montes 19′ Millán 83′ Cobelli 87′ | (1 – 0) |                | Trujillo Publik: 2 453 | Trujillo Publik: 2 453 |
| 15:30 UTC–05:00 | 15:30 UTC–05:00  |                                   |         |                | Trujillo Publik: 2 453 | Trujillo Publik: 2 453 |
| 15:30 UTC–05:00 | 15:30 UTC–05:00  |                                   |         |                | Trujillo Publik: 2 453 | Trujillo Publik: 2 453 |

### Final
|                 | 13 december 2015 | Sporting Cristal               | 2 – 2   | FBC Melgar          | Estadio Alberto Gallardo |                     |
| 15:30 UTC–05:00 | 15:30 UTC–05:00  | Palomino 43′ (sjm.) Sheput 52′ | (1 – 1) | Uribe 38′ Quina 87′ | Lima Publik: 21 955      | Lima Publik: 21 955 |
| 15:30 UTC–05:00 | 15:30 UTC–05:00  |                                |         |                     | Lima Publik: 21 955      | Lima Publik: 21 955 |
| 15:30 UTC–05:00 | 15:30 UTC–05:00  |                                |         |                     | Lima Publik: 21 955      | Lima Publik: 21 955 |

|                 | 16 december 2015 | FBC Melgar                          | 3 – 2   | Sporting Cristal        | Estadio Monumental Virgen de Chapi |                         |
| 15:30 UTC–05:00 | 15:30 UTC–05:00  | Zúñiga 22′ Fernández 44′ Cuesta 90′ | (2 – 1) | da Silva 16′ Blanco 71′ | Arequipa Publik: 35 565            | Arequipa Publik: 35 565 |
| 15:30 UTC–05:00 | 15:30 UTC–05:00  |                                     |         |                         | Arequipa Publik: 35 565            | Arequipa Publik: 35 565 |
| 15:30 UTC–05:00 | 15:30 UTC–05:00  |                                     |         |                         | Arequipa Publik: 35 565            | Arequipa Publik: 35 565 |